# Justino Díaz
Justino Díaz (ur. 29 stycznia 1940 w San Juan) – portorykański śpiewak operowy, bas-baryton.

## Życiorys
Uczył się w University of Puerto Rico (1958–1959) i New England Conservatory of Music w Bostonie (1959–1963). Jego nauczycielem śpiewu był Frederick Jagel. Zadebiutował na scenie w 1957 roku w San Germán jako Ben w operze Gian Carlo Menottiego The Telephone. W 1961 roku w bostońskim New England Opera Theatre miał miejsce jego amerykański debiut. W 1963 roku wygrał konkurs Auditions of the Air, organizowany przez Metropolitan Opera w Nowym Jorku i odtąd związany był z tym teatrem. W 1966 roku powierzono mu tytułową rolę w operze Samuela Barbera Antony and Cleopatra, napisanej na uroczystość otwarcia nowego gmachu Metropolitan Opera w Lincoln Center. Gościnnie występował w Salzburgu, Hamburgu, Mediolanie, Wiedniu i Monachium. W 1971 roku na inauguracji Lincoln Center Opera w Waszyngtonie wystąpił w prapremierze opery Beatrix Cenci Alberto Ginastery. W 1976 roku jako Escamillo w Carmen debiutował w Covent Garden Theatre w Londynie. W 1986 roku zagrał Jagona w filmie Otello na podstawie opery Giuseppe Verdiego pod tym samym tytułem w reżyserii Franco Zeffirellego.
Dokonał licznych nagrań płytowych dla wytwórni Deutsche Grammophon, Decca, EMI, Vanguard i Sony, m.in. z operami Alfredo Catalaniego, Giuseppe Verdiego, Gioacchino Rossiniego i Jacques’a Offenbacha.
Laureat Kennedy Center Honors (2021).